# 걸 그룹

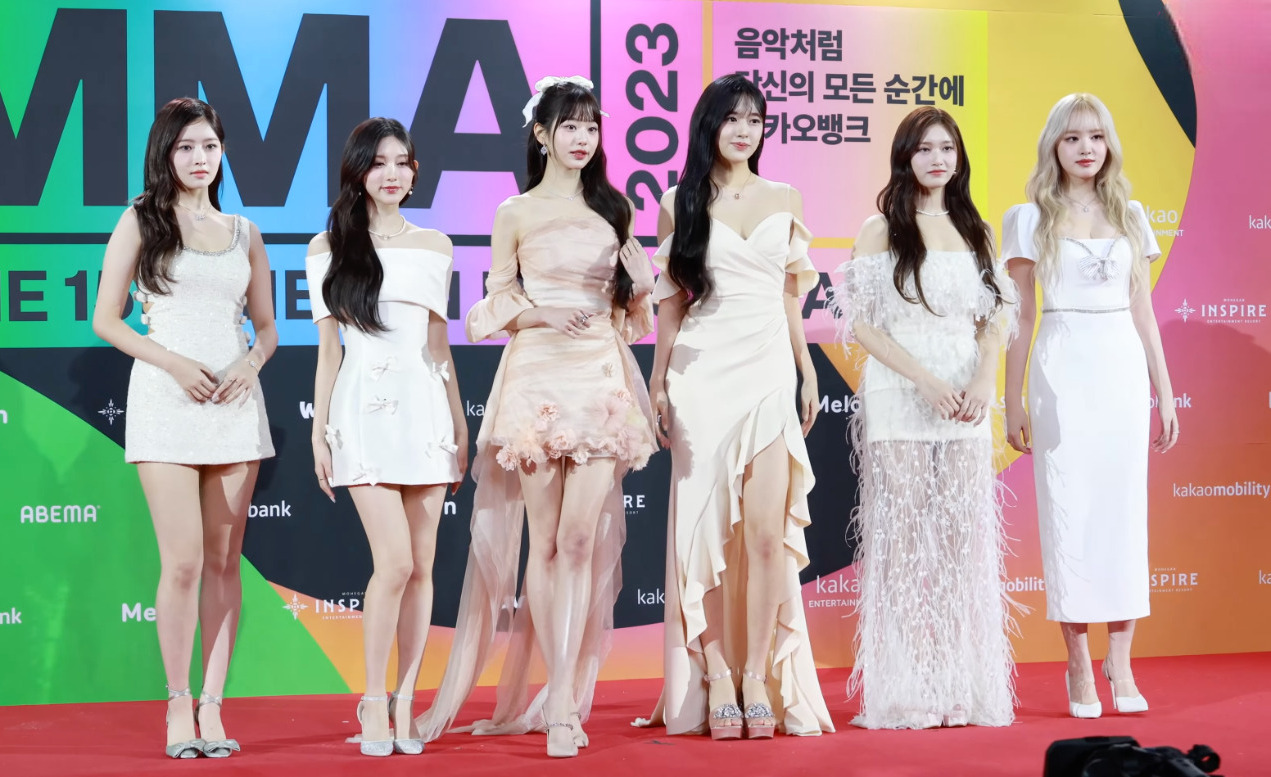
IVE

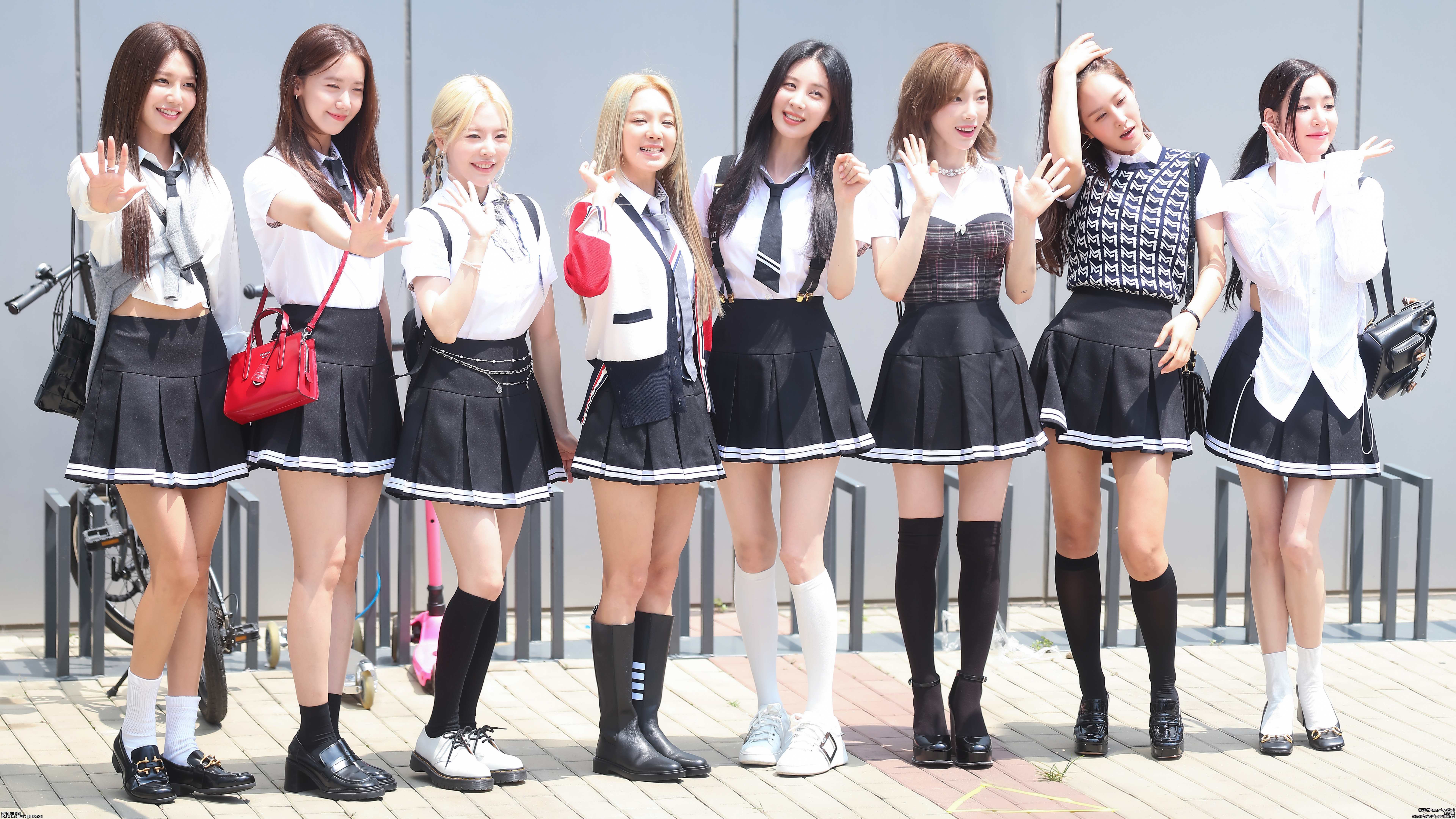
소녀시대

걸 그룹(girl band, girl group 또는 female band, female group)은 젊은 여성 가수들로 구성된 보컬 그룹을 통칭하는 말이다.

## 역사 (대한민국)

### 1950 ~ 70년대
태동기의 기간인 1950년대에서 1980년대까지 대부분이 트로트 장르가 주를 이루었다. 그러나 펄 시스터즈와 같은 가수들은 그 당시에는 생소하였던 사이키델릭 락, 소울 등의 장르를 선보이기도 하였다. 그리고 1970년대에는 몇 개의 그룹이 구성원의 결혼으로 사생활 구축의 이유로 해체되었는데, 당시 사회상도 결혼 후 연예활동에 대해 좋지 않은 인식을 가지고 있었던 것으로 보인다. 억압되고 보수적인 사회 분위기의 영향으로 인해 1970년대 바니걸스를 끝으로 소녀 그룹은 거의 그 활동 형태가 사라졌었다.
현재 최초의 걸 그룹에 대한 논쟁은 끊이지 않으나, 대부분 저고리시스터즈로 꼽고 있다. 그러나 최초로 정식 음반을 내며 활동을 한 그룹으로 김시스터즈를 뽑는다. 1953년 가요계에 데뷔한 김시스터즈는 애자, 민자, 숙자로 이루어진 1950년대부터 1970년대에 활동하던 그룹으로, 빌보드 차트에 최초로 진입한 한국 아티스트로 알려져있다. 코스터즈의 히트곡을 리메이크한 〈찰리 브라운〉이란 곡으로 1962년 빌보드 핫 100에 올랐다. 1959년 미국으로 건너가 라스베이거스 등에서 프랭크 시나트라, 마릴린 먼로 등의 인기 스타들과 활동하였다. 김시스터즈가 유명해진 후 현시스터즈, 정시스터즈, 영시스터즈, 이시스터즈 등의 자매형 그룹이 생겨났다.
현시스터즈는 김명선(현미), 김정애, 현주로 이루어진 그룹으로, 김씨 성이 두 명이었으나 김시스터즈와 구별을 짓기 위해 현시스터즈로 이름을 지었다. 그래서 현자 돌림으로 이름을 바꿔 김명선은 현미, 김정애는 현애, 현주는 그대로의 이름을 사용하였다. 1960년대부터 1980년대까지 활동한 정희옥, 정희숙, 정희정으로 이루어진 정시스터즈는 〈새드 무비〉, 〈검은 상처의 블루스〉 등의 히트곡을 가지고 있다. 맥과이어 시스터스(The McQuire Sisters)의 영향을 받은 이시스터즈는 김천숙, 김명자, 이정자 (김상미가 영입되어 대체되었다)로 이루어진 그룹이다. 짜릿짜릿한 하모니를 구사하던 이시스터즈의 등장은 소리의 변화로 대변되는 1960년대의 상징이며, 이들의 음악성은 국내 가요의 폭을 한층 더 넓힌 것으로 평가받고 있다. 히트곡으로는 〈울릉도 트위스트〉, 〈남성금지구역〉, 〈워싱턴 광장〉 등이 있다.
〈마포종점〉으로 유명한 은방울자매는 1954년 결성됐다. 박애경, 김향미로 시작한 그룹은 1989년 김향미에서 오숙남으로 멤버를 교체하였다. 자매형 그룹은 1950년대 말 은방울자매를 시작으로 60년대와 70년대 한국에서 전성기를 누렸다고 평가받는다. 배인순, 배인숙으로 이루어진 펄 시스터즈는 1968년 데뷔한 그룹으로, 70년대 중반까지 인기가 매우 높았다. 1969년 〈커피 한잔〉이라는 노래로 MBC 10대 가수 가요제에서 가수왕상을 수상하며 걸그룹 최초로 대상을 받았다. 경향신문은 1969년에 가장 세금을 많이 낸 법인사업체와 개인, 연예인들로 본 세태를 분석하였는데 펄 시스터즈는 5위를 기록하였다. 신중현이 작곡한 펄 시스터즈의 대표곡인 〈커피 한잔〉은 젊은이들로부터 칭찬을 받았으나 기성세대에게는 비판을 받았다. 그런데 1976년 배인순이 동아그룹 최원석 회장과의 결혼을 발표하면서 동시에 해체되었다.
1970년에는 가장 나이가 어린 쌍둥이 여성 보컬 그룹 릴리시스터즈가 등장하였다. 당시 고등학교 2학년이었던 김성아와 김경아 자매는 청순한 외모와는 다르게 허스키한 목소리로 이목을 끌었다. 1974년 일본에 진출하기도 하였으나 김성아가 결혼을 하면서 해체되었다. 릴리시스터즈는 은지원이 라디오 스타에 나와 김성아가 자신의 어머니임을 밝히면서 화제가 되기도 하였다. 고재숙, 고정숙으로 이루어진 그룹 바니걸스는 1971년 신중현이 작곡한 〈그 사람 데려다주오〉로 데뷔하였다. 쌍둥이 자매 간인 두 멤버는 아주 닮아 국악예고 입학시험 당시 사진을 내자 한 장만 내도 된다며 되돌려준 해프닝도 있었다고 한다. 한때 군사정권의 외래어 사용 금지 명령에 의해 "토끼소녀"로 잠깐 개명하기도 하였다.

### 1980 ~ 90년대
억압적, 보수적인 사회 분위기로 인해 몇 년간 소녀 그룹은 나오지 않았다. 박정희 사망 이후인 1981년 임경희와 임성희로 이루어진 국보자매가 나오면서 그동안의 침묵은 깨지게 되었다. 〈내 모습이 쓸쓸해요〉가 대표곡인 국보자매는 일본, 유럽 순회 공연을 돌 정도로 인기가 높았으나, 1986년 잠정 해체를 선언하였다가 번복하였다. 이후 1987년 이희정, 김정임, 우윤아로 이루어진 세또래가 결성되어〈그대를 사랑해〉,〈그대 여기에〉,〈그대의 전화〉등 그대 시리즈로 인기를 끌었다. 앞서 소개한 선배들과 달리 10-20대를 대상으로 만들어진 현재의 걸그룹 정의에 가장 들어맞는 그룹이었다. 그러나 1989년 2집을 낸 이후 종적을 감췄다. 세또래의 멤버 중 이희정은 베이비 복스에 이가이로 예명을 정한 뒤 아이돌 그룹으로서의 이미지를 위해 나이를 10살 낮추고 활동하였으나, 나중에 세또래의 멤버였으며 1968년생임이 알려지면서 탈퇴하였다.
1990년대 초반에는 남성 그룹 서태지와 아이들, 듀스, R.ef, 솔리드나 혼성 그룹 룰라가 인기가 높은 때였다. 이런 상황에서 1993년 "걸그룹"이라는 단어가 최초로 언론을 통해 소개되면서  나온 걸 그룹들이 S.O.S.를 비롯, 애플, 점프, 크림, 화이트, 코메트, 트윈스등이었다. 특히 1993년 8월 27일 데뷔한 S.O.S.는 매체를 통해 활발하게 소개되며 나름의 인기를 구가했으며 '걸그룹'이라는 이름이 붙고 '아이돌'이라는 개념을 적용한다면 최초의 한국 걸그룹이 될 것이다. 하지만, 아직 K-pop적 시스템이 완성되기 이전의 시대에 나온 한계를 극복하지 못하고 대부분 1, 2집으로 활동을 그친다. 1993년 반짝 활동을 제외하면 몇 년간 눈에 띄는 걸그룹 활동이 거의 없어진다.
이러한 상황을 완전히 뒤바꾸며 1997년 베이비복스가 데뷔하고 이어 지금의 걸그룹들의 선구자적 성공 모델인 S.E.S.가 등장을 하면서 엄청난 인기를 끌기 시작한다. 극심한 경제 불황으로 닥친 음반 시장 축소에도 불구하고 데뷔 앨범인 정규 1집은 걸그룹 최초로 단일 음반 600,000장 돌파 기록을 세운다. 그리고 이듬해 대성기획에서 준비한 핑클이 데뷔하는데 핑클은 유치하지만 쉬운 가사와 친근한 컨셉, 예능을 통한 대중성을 확보하면서 SES와 라이벌 구도를 형성한다. 1999년에 발매한 S.E.S. 정규 3집 Love의 경우는 발매 3일만에 55만장을 돌파하고 누적 총 76만장의 판매고를 올렸는데 공식적인 판매량 집계가 시작 된 후 2020년 블랙핑크의 THE ALBUM이 130만장의 판매고를 올리면서 1위 자리를 내주기전까지 21년간 걸그룹 단일 앨범 판매량 1위 수성을 했고 총 5년간의 활동 기간 동안 8장의 음반을 발매해 여자 가수 최초로 국내 음반 누적 판매량 300만장 돌파 기록을 세웠다. 같은해 핑클은 2집 타이틀곡 〈영원한 사랑〉이 메가 히트를 치며 걸그룹 최초 연말 가요대상을 받게 되고 그 여세로 2000년엔 제빵업체 삼립에서 핑클의 이름을 딴 핑클빵이 출시됐다. 음반은 S.E.S. 대중성은 핑클이라는 공식이 세워진 셈이다.

### 2000년 ~ 2014년

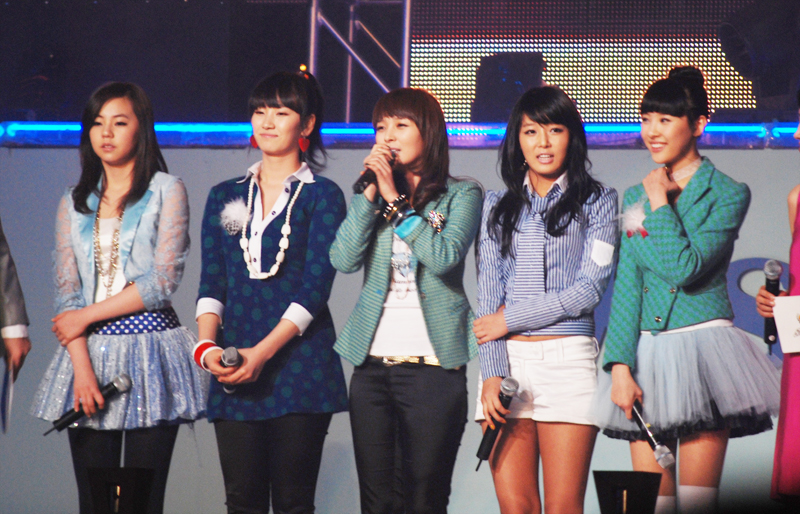
2007년 "Tell Me" 열풍을 일으킨 원더걸스.

2000년대 초반까지 S.E.S.와 핑클은 걸 그룹들의 발판을 마련한 뒤 서서히 정상에서 내려오며 S.E.S.는 2002년에 공식해체를 핑클은 각자 개인활동을 하기 시작하고, 다른 걸 그룹들이 그 자리를 채우기 위해 고군분투한다. 이 시기에는 1997년 데뷔한 베이비복스가 중화권에서도 큰 인기를 얻으며 최초의 걸그룹 한류붐을 타며 해외 활동을 활발히 하였지만, 2006년에 해체를 맞이하게 된다. 2000년대 중반에 와서는 4인조 여성 그룹 쥬얼리가 〈니가 참 좋아〉로 이름을 알리기 시작하였고 〈Super Star〉가 첫 정상의 기쁨을 맛본다. 또한 비슷한 시기에 데뷔한 천상지희가 천상지희 더 그레이스로 그룹명을 변경하고 2007년 〈한번 더, OK？〉로 1위를 차지하며 대한민국을 대표하는 실력파 여자 아이돌 그룹으로 자리잡았다. 잠시 주춤하였던 여자 아이돌의 팬클럽 역시 천상지희의 팬클럽 샤플리가 10만명 규모를 돌파하면서, 후에 원더걸스의 원더풀, 카라의 카밀리아 그리고 소녀시대의 소원 등 대형 걸 그룹의 팬덤이 생겨나기 시작하였다. 2006년에는 4인조 여자 그룹 브라운 아이드 걸스가 데뷔하였지만, 대중들에게 관심을 받지 못하다가 2008년부터 인지도가 높아졌다. 특히 나르샤와 가인이 대표적으로 브라운 아이드 걸스를 알린 멤버로 주목받고 있다.

2008년 "One More Time" 열풍을 일으킨 쥬얼리.

이듬해인 2007년에는 많은 걸 그룹이 등장하였는데 2007년 2월 원더걸스를 시작으로 카라, 소녀시대를 순으로 데뷔하였다. 특히 2007년 말 원더걸스의 "Tell Me"가 대한민국에서 대 히트를 치며 '텔미 신드롬'이라고 불리기도 할정도로 인기를 얻었고 소녀시대와 함께 대한민국의 대표 걸 그룹으로 불리게 되며 아이돌형 걸 그룹의 시초가 된다. 이후 2008년 멤버들의 탈퇴로 인한 해체 위기를 맞았던 쥬얼리가 2월에 5집을 발매하며 "One More Time"으로 대한민국에 일명 "ET 춤" 열풍을 불어넣으며 화려하게 컴백을 하였고, 뮤직뱅크에서는 7주 연속 1위라는 기록을 세우기도 하였다. 그해 원더걸스는 텔미에 이은 "So Hot", "Nobody"를 연속 히트시키며 2008년 말 MKMF시상식에서 동방신기, 비, 빅뱅 등의 후보들을 이기고 대상을 타며 명실상부 최고의 걸 그룹으로 인정받았다. 2009년에는 소녀시대를 시작으로 수 많은 걸 그룹의 등장과 함께 본격적 열풍이 불었는데 1월 소녀시대의 "Gee"가 뮤직뱅크에서 9주 연속 1위를 하며 쥬얼리의 기록을 갈아치웠고 연말 각종 시상식 MKMF, 골든 디스크, 하이원 서울가요대상 등에서 대상과 이외에 많은 상을 수상하며 'Gee 신드롬'으로 불리기도 하였으며 스키니진 패션도 유행하는 등 최고의 그룹으로 자리잡는다. 같은 달 기존의 걸 그룹과는 달리 대한민국 최초 입학·졸업 시스템으로 화제를 모았던 애프터스쿨이 "AH"로 데뷔하였고 3월 "Lollipop"으로 데뷔전부터 화제를 몰고다녔던 투애니원이 "Fire"를 통해 데뷔하였고 데뷔하자마자 인기가요에서 뮤티즌송을 타는 등 인기를 얻었다. 그 외에도 포미닛, 티아라 등이 등장하였고 연말에 시크릿, 레인보우가 데뷔하였다. 2010년에는 씨스타가 Push Push로 데뷔하고, 바로 다음 달 미쓰에이는 Bad Girl Good Girl로 데뷔하여 인기를 모으면서 걸그룹 시장을 더욱 확대시켰다. 2011년부터는 걸그룹 시장이 쇠퇴하면서 2011년에 데뷔한 인기 있는 신인은 에이핑크와 달샤벳밖에 없었다. 2011년에는 투애니원의 내가 제일 잘 나가와 씨스타의 So Cool, 시크릿의 별빛달빛이 연속으로 히트를 치면서 기존 걸그룹이 다시 성장하기 시작하였다. 2012년에는 씨스타의 '나혼자'와 '러빙유', 투애니원의 'I Love You'등이 히트를 치면서 2009~2010년에 데뷔한 기존 걸그룹들이 그 자리를 굳건히 하였다. 그럼에 따라 2012년부터는 급격한 쇠퇴로 인해 걸 그룹 데뷔가 많이 줄어든 상태이다.
그러나 2014년 초에는 2009년에서 2012년에 데뷔한 그룹들과 유닛 그룹이 우세를 보였다. 2012년 데뷔한 AOA는 2월 9일, 1월 중순에 발표한 다섯 번째 싱글 "짧은 치마"로 첫 1위를 차지하였으며, 또 다른 2012년 데뷔의 스피카는 'You Don't Love Me'로 1위 후보에 올랐다. 2010년 7월 데뷔의 걸스데이는 'Something'으로 1위를 휩쓸었으며, 2009년 데뷔한 레인보우의 유닛 그룹 레인보우 블랙은 '차차'로 레인보우 역사상 2번째 1위 후보라는 기록을 세웠다. 2011년 데뷔 이후 거의 무명에 가깝던 스텔라는 19금 컨셉의 "마리오네트"로 인지도를 높였다. 한편 2014년 4월에서 5월에는 에이핑크의 Mr.Chu가 트레이트 1위 기록을 세우고, 12월부터 2015년 1월엔 5번째 미니앨범 Pink LUV의 타이틀곡인 LUV가 쇼!음악중심에서 5주연속 1위를 하며 최정상 아이돌로 부상하였다. 또한 2014년 6월 데뷔한 마마무는 데뷔앨범의 타이틀 곡을 멜론차트 60위권에서 3~40위권으로 역주행시켰으며, 3번째 미니앨범 Pink Funky의 타이틀곡 '음오아예 (Um Oh Ah Yeh)'가 발표와 동시에 각종 음원차트 1위에 올라 주목받는 신인이 되었다. 한편, 2015년 1월에 데뷔한 여자친구는 더 쇼 시즌4에서 데뷔한지 5일만에 1위 후보에 올라 3위를 달성하였고, ‘실제로 존재할 법한 건강한 여자친구’의 이미지에 ‘꽈당 투혼’이 더해지면서 인기를 모았다.

### 2015년 ~ 현재
여자친구는 2016년 음원 3곡을 연간차트에 진입시키는 등 마마무와 더불어 중소기획사의 대표 걸그룹으로 대중들에게 눈도장을 찍으며 차트에서의 성과를 이어가는 와중에 이 시기부터 3대 기획사의 걸그룹들이 본격 활약하며 주름잡기 시작한다.
먼저 포문을 연건 JYP의 트와이스로 《CHEER UP》, 《TT》 같은 메가 히트곡을 비롯해 많은 노래들로 여자 가수 음악방송 최다 1위, 걸그룹 최초 음반 누적 1000만장 이상의 판매량이 넘는 등 일본, 동남아 지역에서 많은 사랑을 받고 있고, 가장 일찍 데뷔를 한 SM의 레드벨벳이 국내 대중들에게 인지도를 꾸준히 쌓으면서 《빨간맛》, 《Bad Boy》등의 히트곡들을 양산해 낸다. 
그리고 2018년부터 《뚜두뚜두》, 《How You Like That》 등의 노래들이 국내외 음원을 휩쓴것은 물론 걸그룹 역사상 최초 단일 음반 100만장 시대를 알린 YG의 블랙핑크가 압도적인 존재감으로 3세대를 접수하면서 빌보드, UK, 스포티파이 차트와 유튜브의 수많은 기록들로 세계 최고의 걸그룹 위치에 올라서게 됐고, 미국 TIME에서 '2022 ENTERTAINER OF THE YEAR' 로 선정되는 등 그 위용을 떨치며 계속해서 역사를 써가고 있다.
이 외에도 오마이걸, 아이즈원이 인기를 누렸으며, 2021년 상반기에는 '2세대 걸그룹' 브레이브걸스가 《롤린(Rollin')》이라는 노래로 역주행의 신화를 써 큰 화제가 됐다. 더불어 같은해 aespa 또한 《Next Level》로 이슈몰이를 하며 많은 사랑을 받았다. 
이듬해 2022년은 뒤늦게 만개한 3세대 여자아이들이 데뷔 5년차에 음원, 유튜브에서 괄목할만한 성적으로 최전성기를 맞이했고, 신예 걸그룹들인 IVE, NewJeans가 상반기, 하반기에 걸쳐 국내 음원차트를 장악하며 90년대말 걸그룹들의 향수와 세기말 Y2K 패션이 주목을 받는 등 눈부신 활약을 펼친 한해이기도 하다.

## 역사 (해외)

### 미국

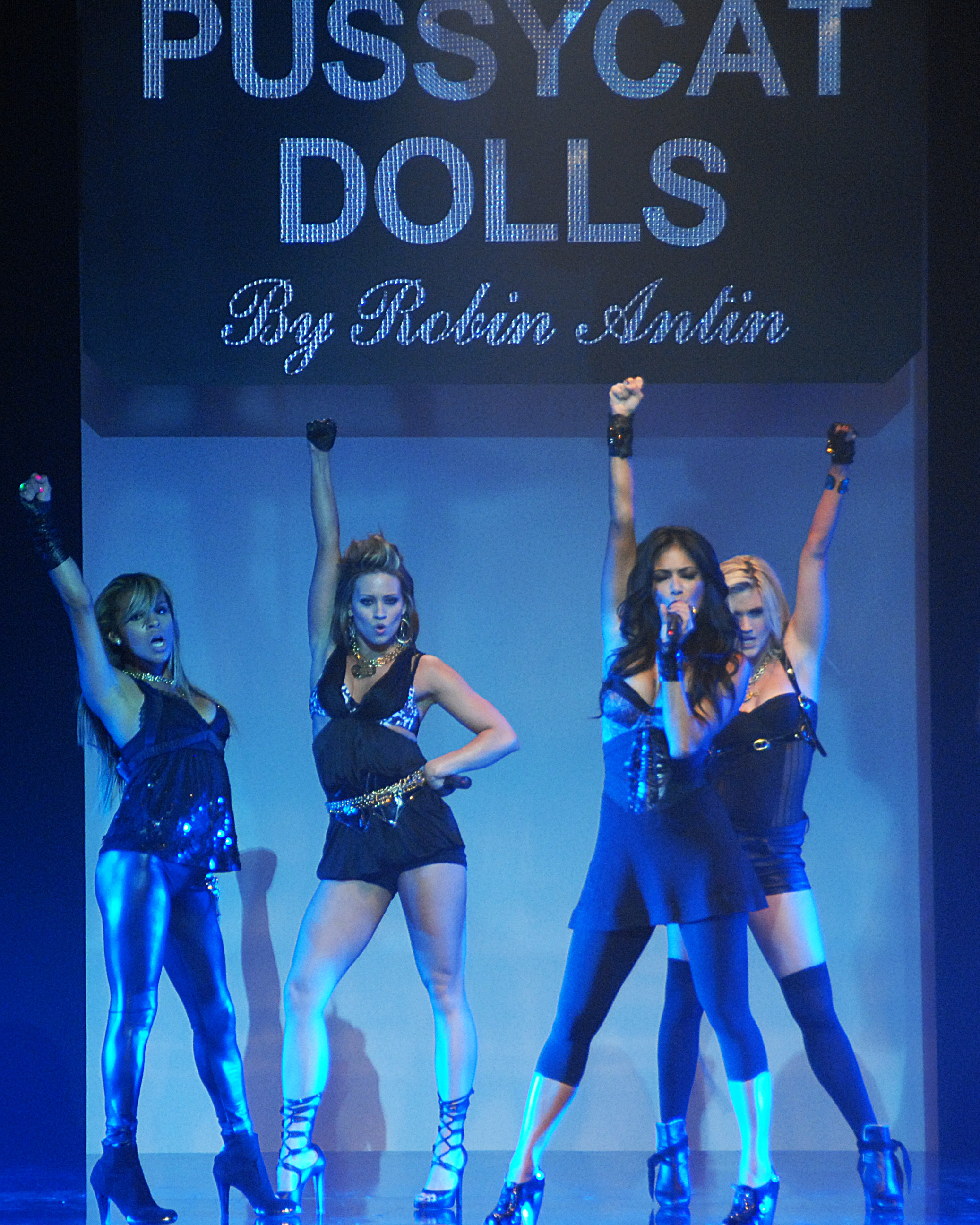
미국의 대표적인 걸 그룹인 푸시캣 돌스의 공연 모습.

미국에서는 1950년대 이후 젊은 여성 가수끼리 모여 팀을 이루어 팝, 디스코등 여러 장르에서 활동하는데 그 종류로는 2000년대 이후 주로 젊은 대중들을 대상으로 하여 팝, 알앤비, 힙합 장르를 주로 이용하는 그룹으로 TLC이 있고 이후에 좀 더 대중적인 3인조 여성 그룹인 데스티니 차일드가 등장하였지만, 2005년 공식 해체를 하게 되었다. 후에 푸시캣 돌스가 등장하게 되는데 1집 PCD를 발매하고나서 거의 세계적인 그룹으로 거듭나게 된다. 이 그룹은 로빈 안틴에 의해 제작되었는데 비슷한 시기 다른 그룹 걸리셔스도 제작되어 "Like Me", "Stupid Shit"등의 싱글을 발표하였다. 그 밖에 많은 걸 그룹이 있으며 데니티 케인, 수프림스 등이 있다.

### 영국

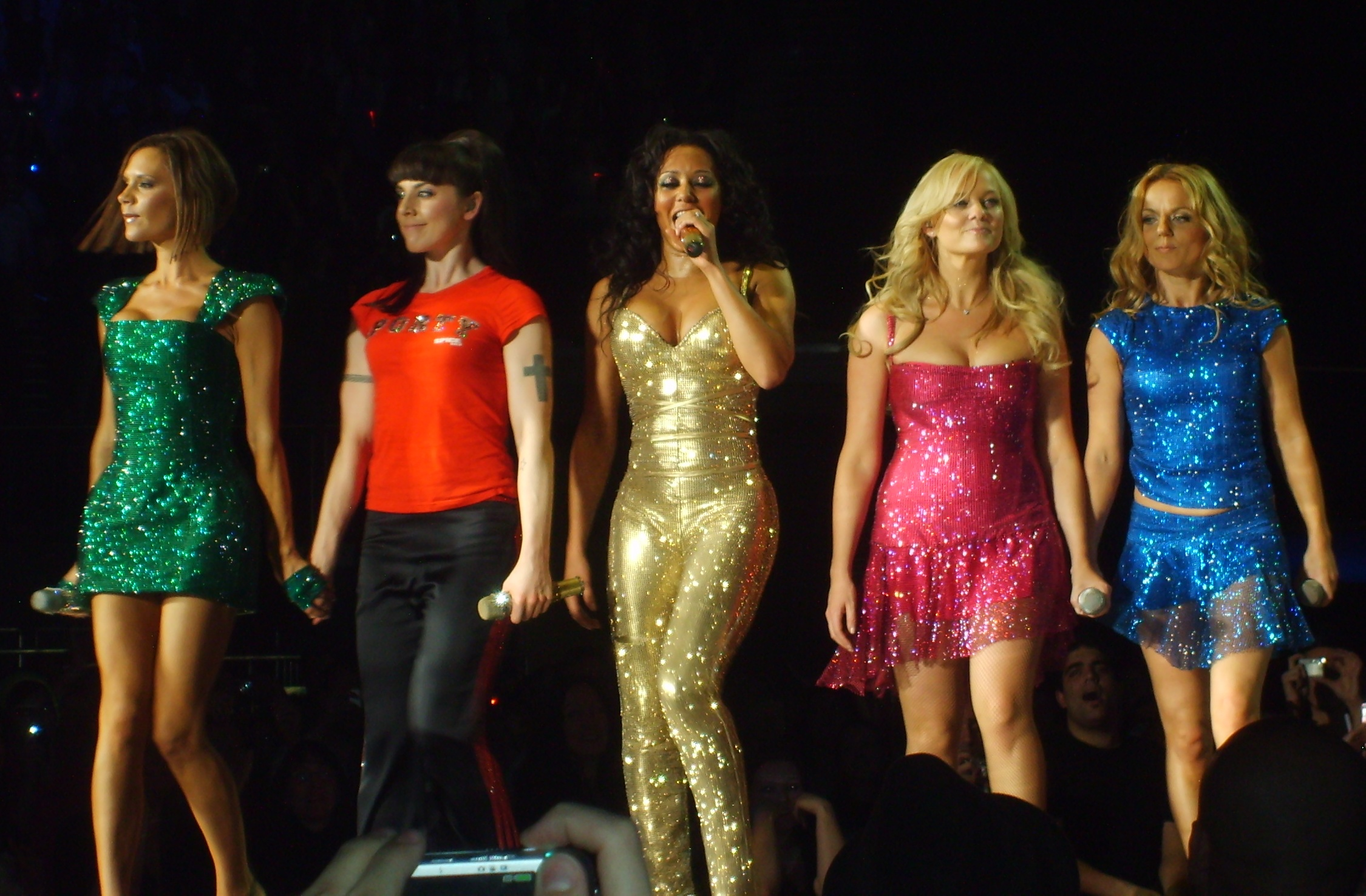
역사상 가장 높은 판매고를 올린 걸 그룹 스파이스 걸스.

영국에서는 1990년대 스파이스 걸스라는 5인조 걸 그룹이 등장해 "Wannabe", "2 Become 1", "Spice Up Your Life" 등의 히트곡을 내며 인기 대열에 올랐다. 스파이스 걸스는 이후 영화 출연, 다양한 광고 출연 그리고 콘서트 활동 등 영국에서는 비틀즈 이후 상업적으로 가장 성공한 그룹으로 기록된다. 스파이스 걸스는 1990년대 가장 높은 판매량을 기록한 팝 음악 그룹으로도 역사에 남았다. 스파이스 걸스의 첫 데뷔 앨범 Spice는 세계적으로 약 2,300만 장의 판매고를 올리며 여자 그룹 중 가장 높은 판매고를 올린 음반으로 기록되어있다. 모든 음반 판매량을 합쳐서는 세계적으로 8,000만 장을 넘는 판매고를 올렸다. 《타임스》와 《BBC 뉴스》는 이 그룹을 역사상 가장 성공한 여성 그룹이라고 보도하였다.
2000년대에도 영국에서 인기를 얻고 있는 걸 그룹이 있었는데, 아토믹 키튼이 2000년 "Whole Again"이 1위에 오르며 인기를 얻었다. 또한 슈가베이비스와 걸스 어라우드도 2000년대 초반에 각광을 받았다. 걸스 어라우드의 "Sound of the Underground"와 슈가베이비스의 "Round Round"는 프로듀서 제노매니아에 의해 작곡되었는데, 2000년대 영국 팝 비평가들은 "거대하고 혁신적인 히트"라고 말하였다. 슈가베이비스는 멤버들을 도중에 바꿨으며, 6개의 영국 1위 싱글, 14개의 상위 10위권 싱글, 4개의 플래티넘 인증 앨범 등을 만들어냈다. 걸스 어라우드는 20개의 상위 10위권 싱글(4개의 1위 싱글 포함) 그리고 두 개의 넘버원 앨범 등을 만들어냈다. 걸스 어라우드 다섯 개의 정규 앨범 중 세 개의 앨범이 플래티넘 인증을 받았으며, 컴필레이션 앨범 The Sound of Girls Aloud는 백만 장 이상을 판매하였다. 이와 같은 영국 걸 그룹들의 성공은 2007년 데뷔한 더 새터데이즈에게 영향을 끼쳤다.

### 일본 및 그 외 국가
일본에는 현재의 아이돌 걸그룹개념의 원조격인 70년대의 핑크 레이디를 필두로, 80년대 중반 속칭 현재의 모든 떼그룹의 원조가 되는 오냥코 클럽이 전성기를 구가한다. 특히 오냥코 클럽을 통해 현재 많은 아이돌그룹이 보여주는 '졸업과 기수개념', 유닛개념등이 모두 탄생한다. 그 후 일본 아이돌의 전성기인 80년대 후반에는 대표적 듀오인 윙크(Wink)를 비롯, 수많은 형태의 걸그룹이 인기를 끌었다. 이후 90년대 초반을 장식하는 리본(Ribbon)과 코코(CoCo)를 마지막으로 대형 아이돌 걸그룹의 전성기는 일단락된다. 아이돌 빙하기로 일컬어지는 90년대중반에 인기를 끈 거의 유일한 걸그룹은 스피드가 있었다. 이러한 상황을 조금씩 극복하며 인기를 끌게 된 것이 2000년대의 모닝구무스메, 헬로! 프로젝트, 그리고 현재의 AKB48 등이다. 그 밖에 오스트레일리아, 뉴질랜드, 유럽, 아시아 등 많은 국가에 수많은 걸 그룹들이 존재, 활동하고 있다.

## 같이 보기
- 아이돌 가수
- 대한민국의 아이돌
- K-pop 음악가 목록
- 대한민국의 걸 그룹 목록
- 대한민국의 보이 밴드 목록
- 걸 그룹
- 보이 밴드
- 한류
- 대한민국의 힙합